# Клещув (гміна)
Гміна Клещув (пол. Gmina Kleszczów) — сільська гміна у центральній Польщі. Належить до Белхатовського повіту Лодзинського воєводства.
Станом на 31 грудня 2011 у гміні проживало 4839 осіб.

## Географія
Річки Красувка.

## Площа
Згідно з даними за 2007 рік площа гміни становила 124.82 км², у тому числі:
- орні землі: 42.00%
- ліси: 28.00%

Таким чином, площа гміни становить 12.88% площі повіту.

## Населення
Станом на 31 грудня 2011:
| Опис     | Загалом | Загалом | Чоловіки | Чоловіки | Жінки | Жінки |
| -------- | ------- | ------- | -------- | -------- | ----- | ----- |
| одиниця  | осіб    | %       | осіб     | %        | осіб  | %     |
| все      | 4839    | 100     | 2404     | 49.68    | 2435  | 50.32 |
| міське   | 0       | 100     | 0        |          | 0     |       |
| сільське | 4839    | 100     | 2404     | 49.68    | 2435  | 50.32 |

## Сусідні гміни
Гміна Клещув межує з такими гмінами: Белхатув, Добришице, Каменськ, Клюкі, Льґота-Велька, Сульмежице, Щерцув.